# Punta-sabata
La Punta-sabata és una muntanya de 501 metres que es troba al municipi de Rajadell, a la comarca catalana del Bages.